# 2018-as DTM-szezon
A 2018-as Deutsche Tourenwagen Masters-szezon a bajnokság tizenkilencedik szezonja volt a sorozat 2000-es visszatérése óta. A szezon május 5-én a Hockenheimringen kezdődött és október 13-án szintén itt fejeződött be. A Mercedes utolsó szezonját teljesítette a bajnokságban.

## Csapatok és versenyzők

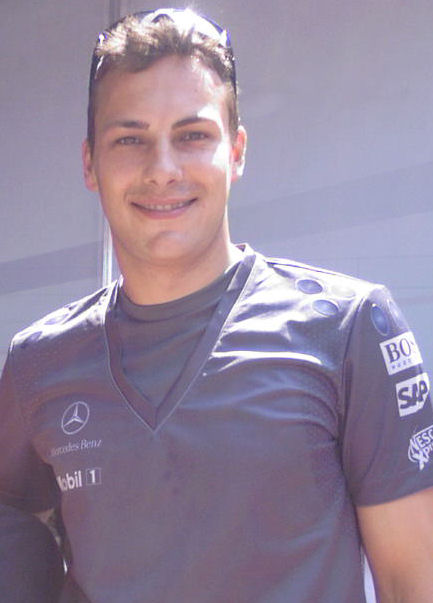
Az idény bajnoka: Gary Paffett

| Teljes szezonban részt vevő versenyzők | Szabadkártyás versenyzők                |
| * Pontszerzésre jogosult versenyzők    | * Pontszerzésre nem jogosult versenyzők |

| Gyártó        | Autó                 | Csapat                                     | #  | Versenyző         | Versenyek |
| ------------- | -------------------- | ------------------------------------------ | -- | ----------------- | --------- |
| Mercedes-Benz | Mercedes-AMG C63 DTM | Mercedes-AMG Motorsport Petronas           | 2  | Gary Paffett      | Összes    |
| Mercedes-Benz | Mercedes-AMG C63 DTM | Mercedes-AMG Motorsport Petronas           | 94 | Pascal Wehrlein   | Összes    |
| Mercedes-Benz | Mercedes-AMG C63 DTM | Mercedes-AMG Motorsport Remus              | 3  | Paul di Resta     | Összes    |
| Mercedes-Benz | Mercedes-AMG C63 DTM | Mercedes-AMG Motorsport Remus              | 17 | Sébastien Ogier   | 9         |
| Mercedes-Benz | Mercedes-AMG C63 DTM | Mercedes-AMG Motorsport Remus              | 23 | Daniel Juncadella | Összes    |
| Mercedes-Benz | Mercedes-AMG C63 DTM | Silberpfeil Energy Mercedes-AMG Motorsport | 22 | Lucas Auer        | Összes    |
| Mercedes-Benz | Mercedes-AMG C63 DTM | Silberpfeil Energy Mercedes-AMG Motorsport | 48 | Edoardo Mortara   | Összes    |
| Audi          | Audi RS5 DTM         | Audi Sport Team Abt Sportsline             | 4  | Robin Frijns      | Összes    |
| Audi          | Audi RS5 DTM         | Audi Sport Team Abt Sportsline             | 5  | Mattias Ekström   | 1         |
| Audi          | Audi RS5 DTM         | Audi Sport Team Abt Sportsline             | 51 | Nico Müller       | Összes    |
| Audi          | Audi RS5 DTM         | Audi Sport Team Rosberg                    | 33 | René Rast         | Összes    |
| Audi          | Audi RS5 DTM         | Audi Sport Team Rosberg                    | 53 | Jamie Green       | Összes    |
| Audi          | Audi RS5 DTM         | Audi Sport Team Phoenix                    | 77 | Loïc Duval        | Összes    |
| Audi          | Audi RS5 DTM         | Audi Sport Team Phoenix                    | 99 | Mike Rockenfeller | Összes    |
| BMW           | BMW M4 DTM           | BMW Team RBM                               | 7  | Bruno Spengler    | Összes    |
| BMW           | BMW M4 DTM           | BMW Team RBM                               | 47 | Joel Eriksson     | Összes    |
| BMW           | BMW M4 DTM           | BMW Team RMG                               | 11 | Marco Wittmann    | Összes    |
| BMW           | BMW M4 DTM           | BMW Team RMG                               | 15 | Augusto Farfus    | Összes    |
| BMW           | BMW M4 DTM           | BMW Team RMR                               | 12 | Alex Zanardi      | 7         |
| BMW           | BMW M4 DTM           | BMW Team RMR                               | 16 | Timo Glock        | Összes    |
| BMW           | BMW M4 DTM           | BMW Team RMR                               | 25 | Philipp Eng       | Összes    |

## Átigazolások

### Újonc pilóták
- Philipp Eng; Blancpain GT Széria, Rowe Racing → BMW, BMW Team RBM
- Joel Eriksson; Formula–3 Európa-bajnokság, Motopark → BMW, BMW Team RBM[5]
- Robin Frijns; Formula–E, MS Amlin Andretti → Audi, Audi Sport Team WRT[6]

### Visszatérő pilóták
- Pascal Wehrlein; Formula–1, Sauber Motorsport → Mercedes-Benz[7]
- Daniel Juncadella; Blancpain GT Széria, AKKA ASP → Mercedes-Benz[8]

### Távozó pilóták
- Robert Wickens; Mercedes, Mercedes-AMG Motorsport → IndyCar Series, Schmidt Peterson Motorsports pilóta[9]
- Tom Blomqvist; BMW, BMW Team RBM → Formula–E, MS Amlin Andretti[10][11]
- Maxime Martin; BMW, BMW Team RBM → WEC, Aston Martin Racing[12][13]
- Mattias Ekström; Audi, Audi Sport Team Abt Sportsline → Ralikrossz-világbajnokság, Audi S1[14]
- Maro Engel; Mercedes, HWA Team → Formula–E, Venturi Formula E Team[15]

## Versenynaptár
Az előzetes versenynaptár, ami 10 helyszínt tartalmaz 2017. november 24-én került nyilvánosságra. Ezt az előzetes versenynaptárat 2017. december 18-án erősítették meg.
| Forduló | Helyszín                                           | Dátum            | Pályarajz     |
| ------- | -------------------------------------------------- | ---------------- | ------------- |
| 1       | Hockenheimring, Németország                        | május 5-6        | Hockenheim    |
| 2       | EuroSpeedway Lausitz, Németország                  | május 19-20      | Lausitzring   |
| 3       | Hungaroring, Magyarország                          | június 2-3       | Hungaroring   |
| 4       | Norisring, Németország                             | június 23-24     | Norisring     |
| 5       | Circuit Park Zandvoort, Hollandia                  | július 14-15     | Zandvoort     |
| 6       | Brands Hatch, Nagy-Britannia                       | augusztus 11-12  | Brands Hatch  |
| 7       | Misano World Circuit Marco Simoncelli, Olaszország | augusztus 25-26  | Misano        |
| 8       | Nürburgring, Németország                           | szeptember 8-9   | Nürburgring   |
| 9       | Red Bull Ring, Ausztria                            | szeptember 22-23 | Red Bull Ring |
| 10      | Hockenheimring, Németország                        | október 13-14    | Hockenheim    |
| Forrás: |                                                    |                  |               |

### Változások
- Nagy-Britannia és Olaszország visszatér a DTM versenynaptárába 2013 illetve 2010 után. 2017. december 6-án bejelentették hogy a Brit nagydíj helyszínéül Brands Hatch fog szolgálni, méghozzá a GP vonalvezetéssel, az Indy vonalvezetés helyett, amit korábban használt a DTM mezőnye. Moszkva kikerült a 2018-as versenynaptárból. Először látogat a DTM mezőnye Misanoba, amely helyszín az Olasz nagydíjat fogja rendezni.

## Eredmények
| Forduló | Forduló | Pálya                                              | Dátum         | Pole-pozíció      | Leggyorsabb kör   | Győztes versenyző | Győztes csapat                             | Győztes gyártó |
| ------- | ------- | -------------------------------------------------- | ------------- | ----------------- | ----------------- | ----------------- | ------------------------------------------ | -------------- |
| 1       | 1       | Hockenheimring, Németország                        | Május 5       | Gary Paffett      | Daniel Juncadella | Gary Paffett      | Mercedes-AMG Motorsport Petronas           | Mercedes-Benz  |
| 1       | 2       | Hockenheimring, Németország                        | Május 6       | Timo Glock        | Gary Paffett      | Timo Glock        | BMW Team RMR                               | BMW            |
| 2       | 1       | EuroSpeedway Lausitz, Németország                  | Május 19      | Lucas Auer        | Daniel Juncadella | Edoardo Mortara   | Silberpfeil Energy Mercedes-AMG Motorsport | Mercedes-Benz  |
| 2       | 2       | EuroSpeedway Lausitz, Németország                  | Május 20      | Philipp Eng       | Marco Wittmann    | Gary Paffett      | Mercedes-AMG Motorsport Petronas           | Mercedes-Benz  |
| 3       | 1       | Hungaroring, Magyarország                          | Június 2      | Paul di Resta     | Lucas Auer        | Paul di Resta     | Mercedes-AMG Motorsport Petronas           | Mercedes-Benz  |
| 3       | 2       | Hungaroring, Magyarország                          | Június 3      | Lucas Auer        | Daniel Juncadella | Marco Wittmann    | BMW Team RMR                               | BMW            |
| 4       | 1       | Norisring, Németország                             | Június 23     | Edoardo Mortara   | Daniel Juncadella | Edoardo Mortara   | Silberpfeil Energy Mercedes-AMG Motorsport | Mercedes-Benz  |
| 4       | 2       | Norisring, Németország                             | Június 24     | Daniel Juncadella | Jamie Green       | Marco Wittmann    | BMW Team RMR                               | BMW            |
| 5       | 1       | Circuit Zandvoort, Hollandia                       | Július 14     | Gary Paffett      | Gary Paffett      | Gary Paffett      | Mercedes-AMG Motorsport Petronas           | Mercedes-Benz  |
| 5       | 2       | Circuit Zandvoort, Hollandia                       | Július 15     | Gary Paffett      | Mike Rockenfeller | René Rast         | Audi Sport Team Rosberg                    | Audi           |
| 6       | 1       | Brands Hatch, Anglia                               | Augusztus 11  | Daniel Juncadella | Marco Wittmann    | Daniel Juncadella | Mercedes-AMG Motorsport Remus              | Mercedes-Benz  |
| 6       | 2       | Brands Hatch, Anglia                               | Augusztus 12  | Gary Paffett      | Paul di Resta     | Paul di Resta     | Mercedes-AMG Motorsport Petronas           | Mercedes-Benz  |
| 7       | 1       | Misano World Circuit Marco Simoncelli, Olaszország | Augusztus 25  | Paul di Resta     | Augusto Farfus    | Paul di Resta     | Mercedes-AMG Motorsport Petronas           | Mercedes-Benz  |
| 7       | 2       | Misano World Circuit Marco Simoncelli, Olaszország | Augusztus 26  | Loïc Duval        | Edoardo Mortara   | Joel Eriksson     | BMW Team RBM                               | BMW            |
| 8       | 1       | Nürburgring, Németország                           | Szeptember 8  | René Rast         | René Rast         | René Rast         | Audi Sport Team Rosberg                    | Audi           |
| 8       | 2       | Nürburgring, Németország                           | Szeptember 9  | René Rast         | Gary Paffett      | René Rast         | Audi Sport Team Rosberg                    | Audi           |
| 9       | 1       | Red Bull Ring, Ausztria                            | Szeptember 22 | Daniel Juncadella | Lucas Auer        | René Rast         | Audi Sport Team Rosberg                    | Audi           |
| 9       | 2       | Red Bull Ring, Ausztria                            | Szeptember 23 | Gary Paffett      | René Rast         | René Rast         | Audi Sport Team Rosberg                    | Audi           |
| 10      | 1       | Hockenheimring, Németország                        | Október 13    | Lucas Auer        | Timo Glock        | René Rast         | Audi Sport Team Rosberg                    | Audi           |
| 10      | 2       | Hockenheimring, Németország                        | Október 14    | Marco Wittmann    | Robin Frijns      | René Rast         | Audi Sport Team Rosberg                    | Audi           |

### Pontrendszer
Pontot az első tíz helyen célba érő versenyző kap az alábbi sorrendben:
| Helyezés | 1. | 2. | 3. | 4. | 5. | 6. | 7. | 8. | 9. | 10. |
| Pont     | 25 | 18 | 15 | 12 | 10 | 8  | 6  | 4  | 2  | 1   |

Továbbá az időmérő első három helyezettje is kap pontokat:
| Kvalifikációs helyezés | 1. | 2. | 3. |
| Pont                   | 3  | 2  | 1  |

### Versenyzők
(Félkövér: pole-pozíció, dőlt: leggyorsabb kör, a színkódokról részletes információ itt található)
| Listavezető táblázat | Listavezető táblázat | Listavezető táblázat |
| Forduló              | Listavezető          | Előny                |
| -------------------- | -------------------- | -------------------- |
| Hockenheimring       | Timo Glock           | 1                    |
| Lausitz              | Timo Glock           | 1                    |
| Hungaroring          | Timo Glock           | 11                   |
| Lausitz              | Gary Paffett         | 6                    |
| Zandvoort            | Gary Paffett         | 27                   |
| Brands Hatch         | Gary Paffett         | 29                   |
| Misano               | Paul di Resta        | 9                    |
| Nürburgring          | Gary Paffett         | 2                    |
| Red Bull Ring        | Paul di Resta        | 4                    |
| Hockenheimring       | Gary Paffett         | 4                    |

| Helyezés                              | Versenyző         | HOC | HOC | LAU | LAU | HUN | HUN  | NOR | NOR | ZAN | ZAN | BRH | BRH | MIS | MIS | NÜR | NÜR | RBR  | RBR | HOC | HOC | Pont |
| ------------------------------------- | ----------------- | --- | --- | --- | --- | --- | ---- | --- | --- | --- | --- | --- | --- | --- | --- | --- | --- | ---- | --- | --- | --- | ---- |
| 1                                     | Gary Paffett      | 1   | 3   | 9   | 1³  | 6   | 15   | 2   | 13² | 1   | 21  | 6   | 21  | Ki  | 14  | 3²  | 5²  | 10   | 31  | 4²  | 3³  | 255  |
| 2                                     | René Rast         | 9   | 7²  | Ki  | Ni  | 4   | 10   | 16  | 14  | 17  | 1³  | 4³  | 3   | Ki³ | 3   | 1   | 1   | 1    | 1   | 1   | 1²  | 251  |
| 3                                     | Paul di Resta     | 7   | 9   | 6   | 4   | 1   | 5³   | 4   | 6   | 2³  | 3   | 16  | 1²  | 1   | 6   | 18  | 2   | 4    | 4³  | 8   | 14  | 233  |
| 4                                     | Marco Wittmann    | 11² | 11  | 7   | 2   | 16  | 1    | 3³  | 1   | 7   | 17  | 9   | 5   | 9   | 13  | 5   | 3   | 7    | 14  | 16† | 21  | 164  |
| 5                                     | Timo Glock        | 3³  | 1   | 2   | 5   | 14  | 2    | 10  | 10  | 6   | 10  | 13  | 11  | 7   | 15  | 4   | 16  | 17†² | 7   | 3³  | 10  | 144  |
| 6                                     | Edoardo Mortara   | 4   | Ki  | 1   | 11  | 5   | kiz  | 1   | 2   | 13  | 8   | 8   | 17  | 3²  | 2²  | 13  | 14  | 16   | 10  | 10  | 13  | 140  |
| 7                                     | Lucas Auer        | 2   | 15  | 41  | 14  | 2³  | kiz1 | 7   | 5³  | 3   | 9   | 3²  | 8   | Ki  | Ki  | 11  | 18† | 6    | Ki  | Ki1 | 16  | 121  |
| 8                                     | Pascal Wehrlein   | 5   | 6   | 8   | 3²  | 13  | 12²  | 13  | 9   | 4²  | 6   | 7   | 4³  | 6   | 12  | 7   | 9   | 13   | 6   | 11  | 18  | 108  |
| 9                                     | Philipp Eng       | 16  | 14  | 3²  | 71  | 18  | 3    | 5²  | 11  | 14  | 4²  | 5   | 7   | 8   | 16  | 16  | 8³  | 8    | 9   | 12  | 8   | 102  |
| 10                                    | Nico Müller       | 13  | 13  | Ki  | 17  | 3²  | 14   | 18  | 7   | Ki  | 7   | 15  | 10  | 5   | 10  | 10  | 13  | 3    | 2²  | 7   | 4   | 96   |
| 11                                    | Mike Rockenfeller | 14  | 2   | 11  | 8   | 11  | 4    | 15  | 16  | 15  | 16  | 10  | 6   | 10  | 9   | 6   | 12  | 2³   | 8   | 6   | 11  | 87   |
| 12                                    | Bruno Spengler    | 6   | 8   | 5³  | 15  | 12  | kiz  | 6   | 4   | 12  | 13  | 17  | 14  | Ki  | 11  | 2³  | 4   | 18†  | 15  | 9   | 6   | 85   |
| 13                                    | Robin Frijns      | 18  | 12  | 13  | 10  | 7   | 9    | 12  | 8   | 5   | Ki  | 12  | 12  | 2   | 4   | 17  | 10  | 11   | 13  | 2   | 5   | 84   |
| 14                                    | Joel Eriksson     | 12  | 4³  | 12  | 9   | 17  | 6    | 9   | 12  | 9   | 11  | 14  | 13  | 12  | 1   | 12  | 6   | 15   | 5   | 15  | 9   | 72   |
| 15                                    | Daniel Juncadella | 8   | 18  | 14  | 12  | 10  | 11   | 8   | 31  | 16  | 12  | 1   | 9   | Ki  | 17³ | 15  | 17† | 141  | 11  | 14  | 15  | 61   |
| 16                                    | Augusto Farfus    | 15  | 10  | 10  | 16  | 15  | 8    | 14  | 17  | 8   | 5   | 2   | Ki  | 11  | Ki  | 9   | 7   | 9    | Ki  | Ki  | 7   | 56   |
| 17                                    | Loïc Duval        | 10  | 5   | Ki  | 13  | 8   | 10   | 17  | 18  | 11  | 15  | Ki  | 16  | 4   | 7 1 | 8   | 11  | Ki   | 16  | 5   | 12  | 54   |
| 18                                    | Jamie Green       | 19  | 17  | Ki  | 6   | 9   | 13   | 11  | 15  | 10  | 14  | 11  | 15  | Ki  | 8   | 14  | 15  | 5    | 12  | 13  | 17  | 27   |
| Pontszerzésre nem jogosult versenyzők |                   |     |     |     |     |     |      |     |     |     |     |     |     |     |     |     |     |      |     |     |     |      |
|                                       | Alex Zanardi      |     |     |     |     |     |      |     |     |     |     |     |     | 13  | 5   |     |     |      |     |     |     |      |
|                                       | Sébastien Ogier   |     |     |     |     |     |      |     |     |     |     |     |     |     |     |     |     | 12   | 17  |     |     |      |
|                                       | Mattias Ekström   | 17  | 16  |     |     |     |      |     |     |     |     |     |     |     |     |     |     |      |     |     |     |      |
| Helyezés                              | Versenyző         | HOC | HOC | LAU | LAU | HUN | HUN  | NOR | NOR | ZAN | ZAN | BRH | BRH | MIS | MIS | NÜR | NÜR | RBR  | RBR | HOC | HOC | Pont |

- † — Nem ért célba, de teljesítette a versenytáv 75%-át így értékelve lett.

### Csapatok
| Helyezés | Csapat                                      | Rajtszám | HOC | HOC | LAU | LAU | HUN | HUN  | NOR | NOR | ZAN | ZAN | BRH | BRH | MIS | MIS | NÜR | NÜR | RBR  | RBR | HOC | HOC | Pont |
| -------- | ------------------------------------------- | -------- | --- | --- | --- | --- | --- | ---- | --- | --- | --- | --- | --- | --- | --- | --- | --- | --- | ---- | --- | --- | --- | ---- |
| 1        | Mercedes-AMG Motorsport Petronas            | 2        | 1   | 3   | 9   | 1³  | 6   | 15   | 2   | 13² | 1   | 21  | 6   | 2   | Ki  | 14  | 3²  | 5²  | 10   | 31  | 4²  | 3³  | 363  |
| 1        | Mercedes-AMG Motorsport Petronas            | 94       | 5   | 6   | 8   | 3²  | 13  | 12²  | 13  | 9   | 4²  | 6   | 7   | 4³  | 6   | 12  | 7   | 9   | 13   | 6   | 11  | 18  | 363  |
| 2        | Mercedes-AMG Motorsport Remus               | 3        | 7   | 9   | 6   | 4   | 1   | 5³   | 4   | 6   | 2³  | 3   | 16  | 1²  | 1   | 6   | 18  | 2   | 4    | 4³  | 8   | 14  | 294  |
| 2        | Mercedes-AMG Motorsport Remus               | 23       | 8   | 18  | 14  | 12  | 10  | 11   | 8   | 31  | 16  | 12  | 1   | 9   | Ki  | 17³ | 15  | 17† | 141  | 11  | 14  | 15  | 294  |
| 3        | Audi Sport Team Rosberg                     | 33       | 9   | 7²  | Ki  | Ni  | 4   | 10   | 16  | 14  | 17  | 1³  | 4³  | 3   | Ki³ | 3   | 1   | 1   | 1    | 1   | 1   | 1²  | 278  |
| 3        | Audi Sport Team Rosberg                     | 53       | 19  | 17  | Ki  | 6   | 9   | 13   | 11  | 15  | 10  | 14  | 11  | 15  | Ki  | 8   | 14  | 15  | 5    | 12  | 13  | 17  | 278  |
| 4        | Silberpfeil Engergy Mercedes-AMG Motorsport | 22       | 2   | 15  | 41  | 14  | 2³  | Kiz1 | 7   | 5³  | 3   | 9   | 3²  | 8   | Ki  | 11  | Ki  | 18† | 6    | Ki  | Ki1 | 16  | 261  |
| 4        | Silberpfeil Engergy Mercedes-AMG Motorsport | 48       | 4   | Ki  | 1   | 11  | 5   | Kiz  | 1   | 2   | 13  | 8   | 8   | 17  | 3²  | 2²  | 13  | 14  | 16   | 10  | 10  | 13  | 261  |
| 5        | BMW Team RMR                                | 16       | 3³  | 1   | 2   | 5   | 14  | 2    | 10  | 10  | 6   | 10  | 13  | 11  | 7   | 15  | 4   | 16  | 17†² | 7   | 3³  | 10  | 246  |
| 5        | BMW Team RMR                                | 25       | 16  | 14  | 3²  | 71  | 18  | 3    | 5²  | 11  | 14  | 4²  | 5   | 7   | 8   | 16  | 16  | 8³  | 8    | 9   | 12  | 8   | 246  |
| 6        | BMW Team RMG                                | 11       | 11² | 11  | 7   | 2   | 16  | 1    | 3³  | 1   | 7   | 17  | 9   | 5   | 9   | 13  | 5   | 3   | 7    | 14  | 16† | 21  | 220  |
| 6        | BMW Team RMG                                | 15       | 15  | 10  | 10  | 16  | 15  | 7    | 14  | 17  | 8   | 5   | 2   | Ki  | 11  | Ki  | 9   | 7   | 9    | Ki  | Ki  | 7   | 220  |
| 7        | Audi Sport Team Abt Sportsline              | 4        | 18  | 12  | 13  | 10  | 7   | 8    | 12  | 8   | 5   | Ki  | 12  | 12  | 2   | 4   | 17  | 10  | 11   | 13  | 2   | 5   | 180  |
| 7        | Audi Sport Team Abt Sportsline              | 51       | 13  | 13  | Ki  | 17  | 3²  | 14   | 18  | 7   | Ki  | 7   | 15  | 10  | 5   | 10  | 10  | 13  | 3    | 2²  | 7   | 4   | 180  |
| 8        | BMW Team RBM                                | 7        | 6   | 8   | 5³  | 15  | 12  | Kiz  | 6   | 4   | 12  | 13  | 17  | 14  | Ki  | 11  | 2³  | 4   | 18†  | 15  | 9   | 6   | 157  |
| 8        | BMW Team RBM                                | 47       | 12  | 4³  | 12  | 9   | 17  | 6    | 9   | 12  | 9   | 11  | 14  | 13  | 12  | 1   | 12  | 6   | 15   | 5   | 15  | 9   | 157  |
| 9        | Audi Sport Team Phoenix                     | 28       | 10  | 5   | Ki  | 13  | 8   | 9    | 17  | 18  | 11  | 15  | Ki  | 16  | 4   | 71  | 8   | 11  | Ki   | 16  | 5   | 12  | 141  |
| 9        | Audi Sport Team Phoenix                     | 99       | 14  | 2   | 11  | 8   | 11  | 4    | 15  | 16  | 15  | 16  | 10  | 6   | 10  | 9   | 6   | 12  | 2³   | 8   | 6   | 11  | 141  |
| Helyezés | Csapat                                      | Rajtszám | HOC | HOC | LAU | LAU | HUN | HUN  | NOR | NOR | ZAN | ZAN | BRH | BRH | MIS | MIS | NÜR | NÜR | RBR  | RBR | HOC | HOC | Pont |

### Gyártók
| Helyezés | Gyártók       | HOC | HOC | LAU | LAU | HUN | HUN | NOR | NOR | ZAN | ZAN | BRH | BRH | MIS | MIS | NÜR | NÜR | RBR | RBR | HOC | HOC | Pont |
| -------- | ------------- | --- | --- | --- | --- | --- | --- | --- | --- | --- | --- | --- | --- | --- | --- | --- | --- | --- | --- | --- | --- | ---- |
| 1        | Mercedes-Benz | 78  | 25  | 54  | 55  | 66  | 16  | 68  | 59  | 76  | 50  | 63  | 67  | 53  | 31  | 8   | 32  | 24  | 40  | 23  | 16  | 903  |
| 2        | BMW           | 26  | 46  | 53  | 39  | 0   | 72  | 39  | 38  | 20  | 25  | 30  | 16  | 12  | 26  | 43  | 46  | 15  | 18  | 18  | 42  | 623  |
| 3        | Audi          | 3   | 36  | 0   | 13  | 41  | 19  | 0   | 10  | 11  | 32  | 14  | 24  | 42  | 50  | 41  | 29  | 69  | 49  | 67  | 49  | 599  |
| Helyezés | Gyártó        | HOC | HOC | LAU | LAU | HUN | HUN | NOR | NOR | ZAN | ZAN | BRH | BRH | MIS | MIS | NÜR | NÜR | RBR | RBR | HOC | HOC | Pont |

## Fordítás
Ez a szócikk részben vagy egészben a 2018 Deutsche Tourenwagen Masters című angol Wikipédia-szócikk ezen változatának fordításán alapul.  Az eredeti cikk szerkesztőit annak laptörténete sorolja fel. Ez a jelzés csupán a megfogalmazás eredetét és a szerzői jogokat jelzi, nem szolgál a cikkben szereplő információk forrásmegjelöléseként.